# 稲葉かりん
稲葉 かりん（いなば かりん、1999年3月17日 - ）は、関西棋院所属の囲碁棋士。二段。大阪府出身、矢田直己九段門下。

## 経歴
囲碁に興味を持ったのは4歳のころで、おもちゃ屋で見つけたミニ碁盤がきっかけとなった。両親ら身近な人物に囲碁を打てる人はいなかったが、父とともに囲碁のルールを覚え、関西棋院の囲碁サロンや子供向け教室に通って腕を磨いた。小学6年生から中学1年生にかけては単身で韓国に渡り、李世乭らを輩出したソウルの道場で囲碁の勉強に励んだ。帰国後に関西棋院の院生となり、2015年4月、16歳で入段。16歳での入段は、関西棋院の女流棋士としては2番目の年少記録。
2016年には予選を勝ち上がり、第3回会津中央病院杯・女流囲碁トーナメント戦で本戦に進出したものの、1回戦で前回優勝者の王景怡会津中央病院杯に敗退。
また、2017年には第36期女流本因坊戦で本戦準決勝まで進出した（準決勝で吉原由香里六段に敗退）。
2019年4月から2021年3月まで、『囲碁フォーカス』（NHK E）の聞き手を務めた。
2024年より休場。

## 人物
あだ名は「かりぽん」。囲碁のどんなところが好きか、という問いには「答えがはっきりしないところです」と答えている。